# 核融合炉

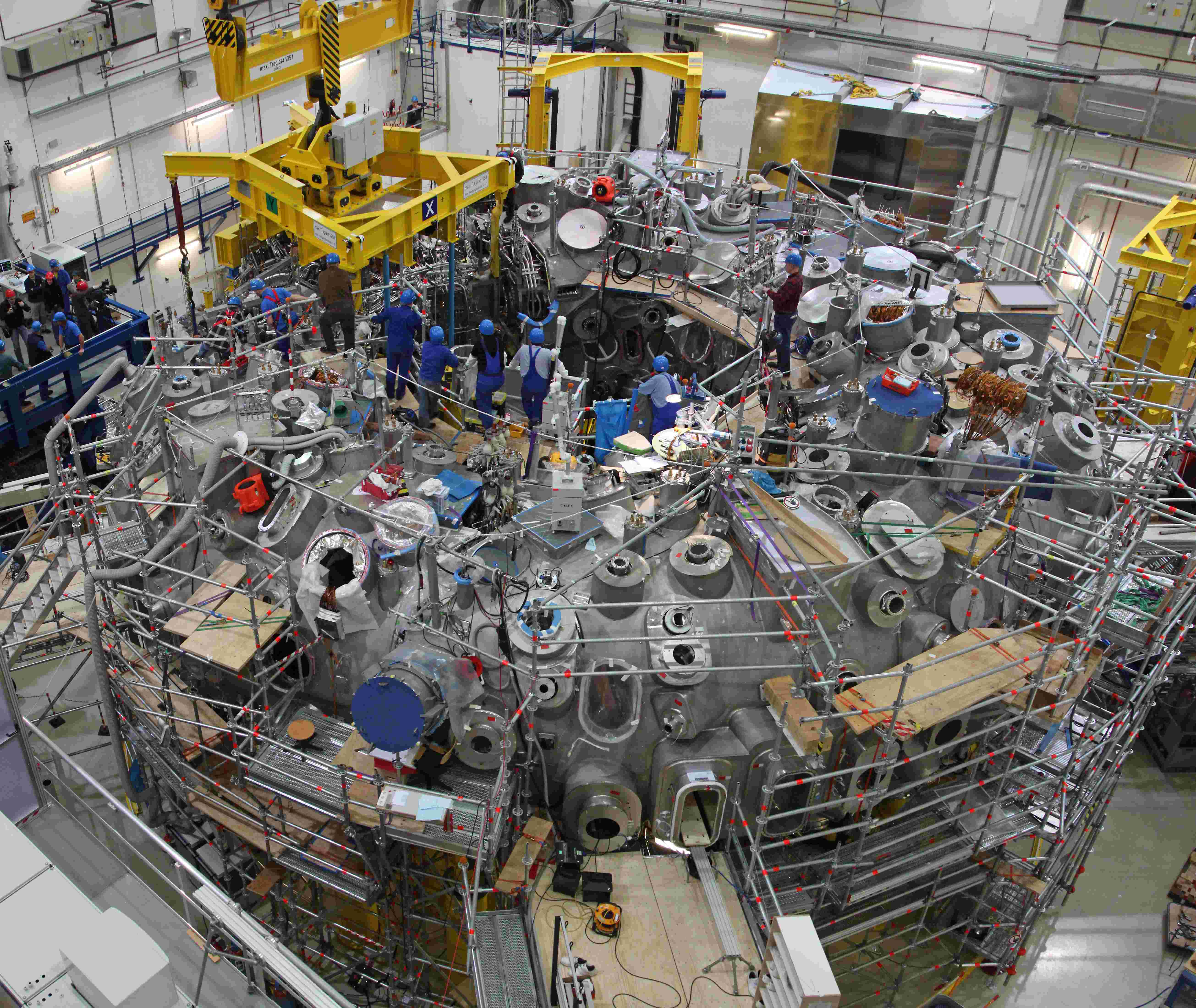
マックスプランク・プラズマ物理学研究所のWendelstein 7-X(ヴェンデルシュタイン・セブン・エックス)

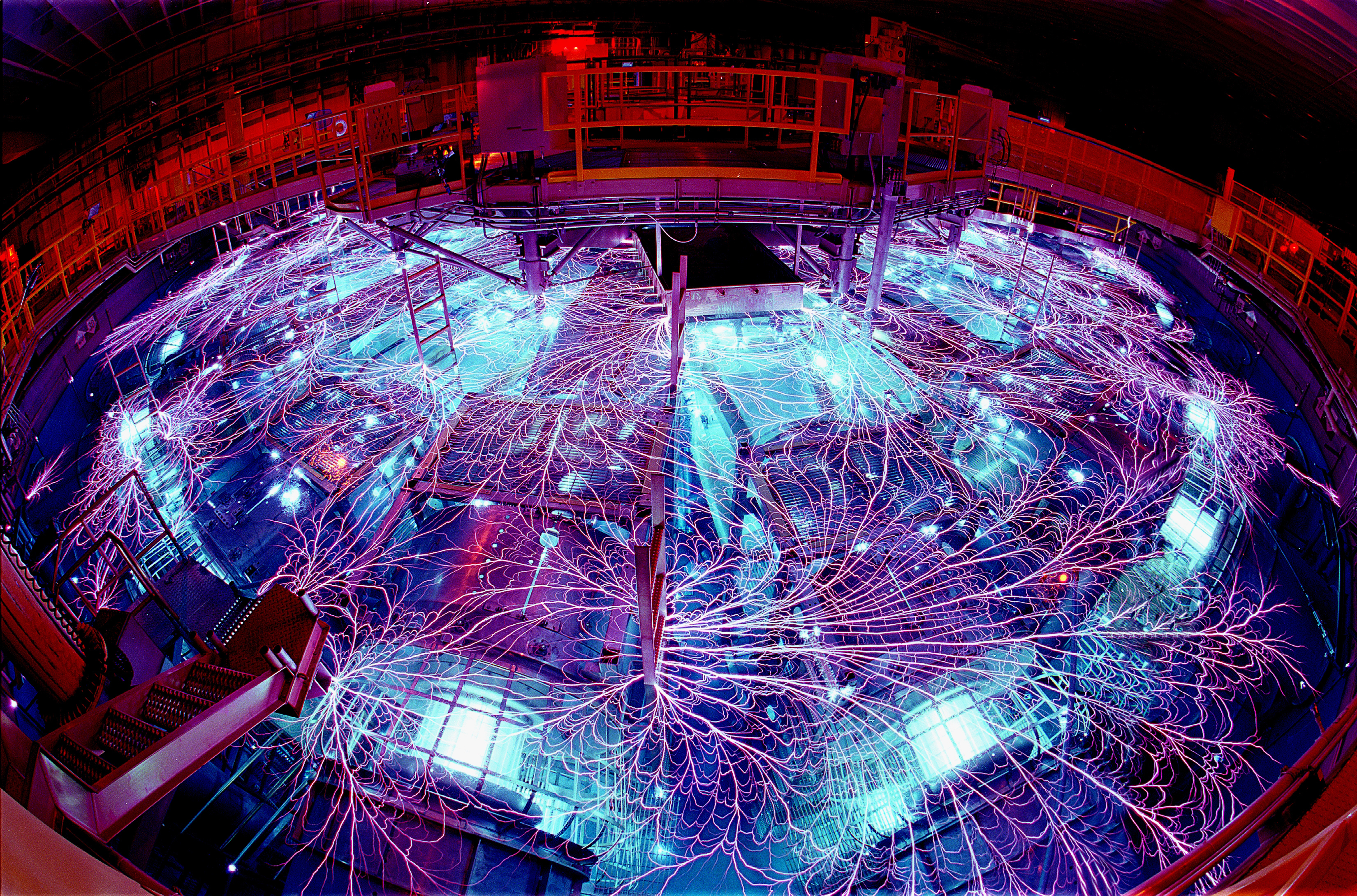
サンディア国立研究所のZマシン

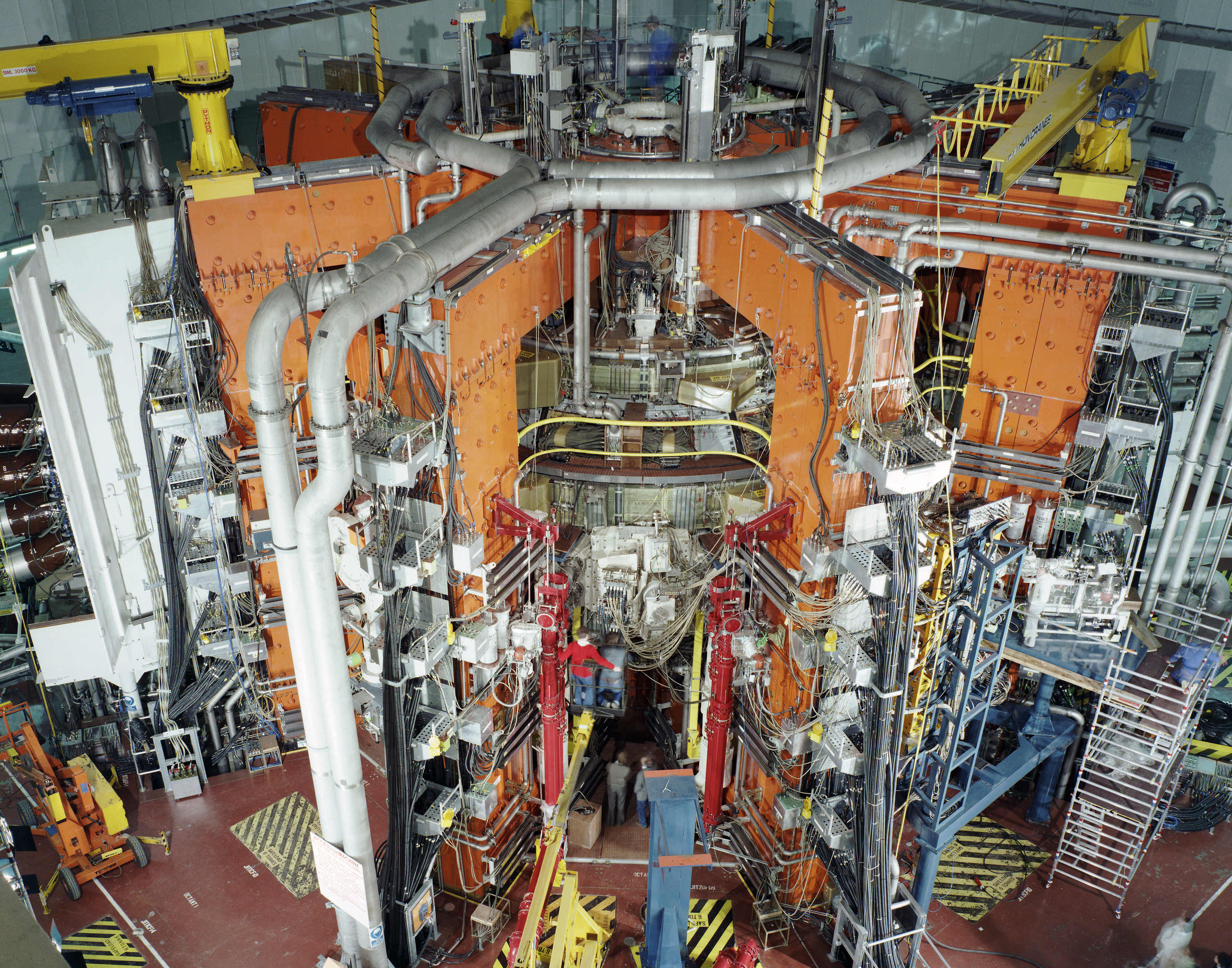
欧州トーラス共同研究施設 (Joint European Torus, JET)

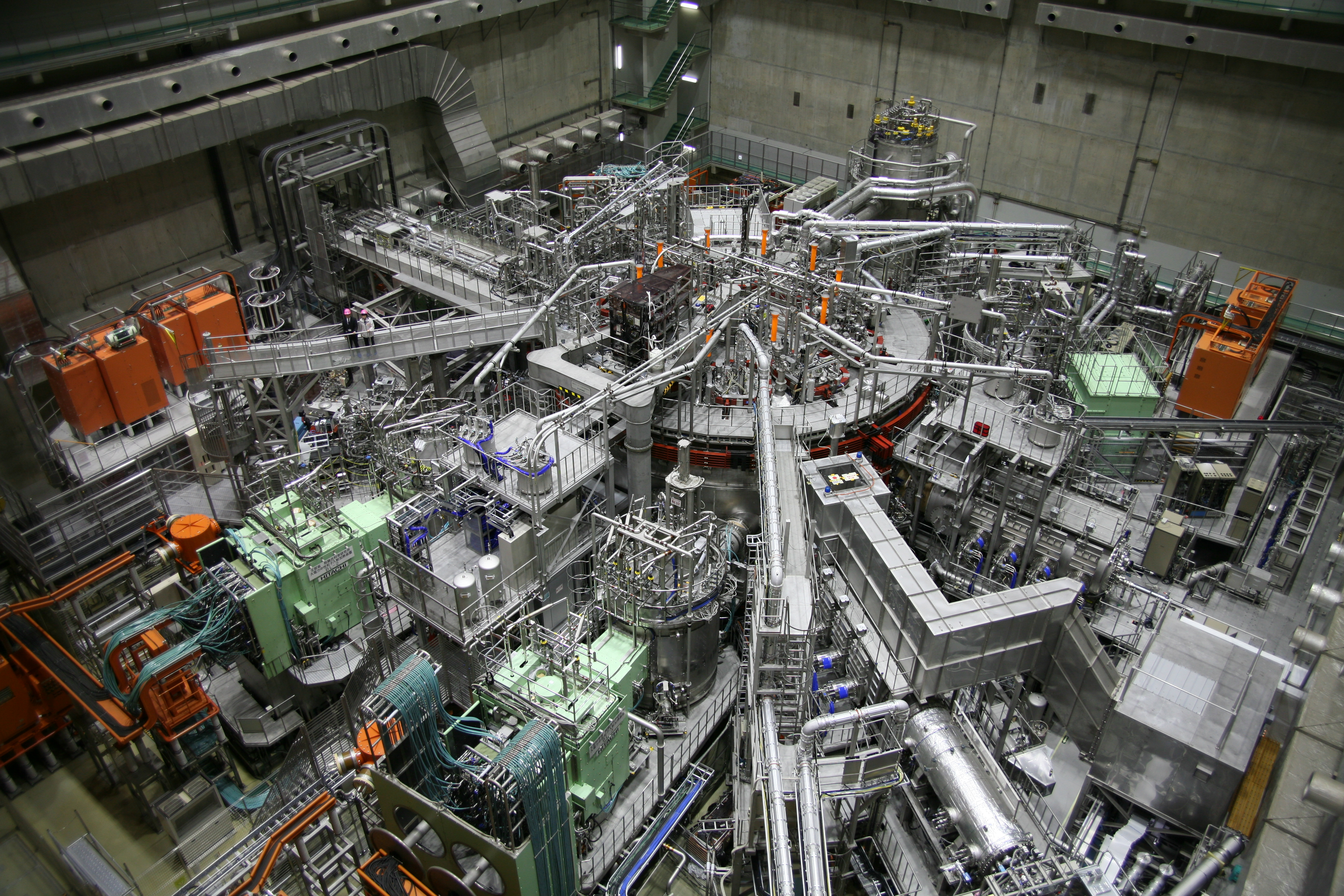
大型ヘリカル装置（LHD）：ヘリオトロン磁場配位を用いた超伝導プラズマ閉じ込め実験装置

核融合炉（かくゆうごうろ）は、原子核融合反応を利用した、原子炉の一種。発電の手段として2024年時点では開発段階であり、21世紀前半における実用化が期待される未来技術の一つである。
重い原子であるウランやプルトニウムの原子核分裂反応を利用する核分裂炉に対して、軽い原子である水素やヘリウムによる核融合反応を利用してエネルギーを発生させる装置が核融合炉である。2023年現在、2025年の運転開始を目指し、日本を含む各国が協力して、核融合実験炉イーター（ITER）をフランスに建設中である。ITERのように、核融合技術研究の主流であるトカマク型の反応炉が、高温を利用したものであるので、特に熱核融合炉とも呼ばれることがある。
太陽をはじめとする恒星が輝きを放っているのは、全て核融合反応により発生するエネルギーによるものとされている。このため核融合炉は「人工太陽」「地上の太陽」に喩えられる。太陽の場合は1600万℃・2400億気圧という高温高圧の状態で核融合反応が発生している。
地球上で核融合反応を発生させるためには、人工的に極めて高温か、あるいは極めて高圧の環境を作り出す必要がある。
これまでに、さまざまな炉の方式が研究されてきた。初期には、Zピンチ、ステラレータ、磁気ミラーの3つに重点が置かれていた。現在主流の方式は、トカマクとレーザーによる慣性閉じ込め（ICF）である。どちらも、フランスのITERトカマクや米国の国立点火施設（NIF）レーザーを筆頭に、大規模な研究が進められている。最近は、より安価な核融合炉の実現を目指して他の方式も研究されている。それらの中で、磁化標的核融合、慣性静電閉じ込め、そしてステラレータといった新しい方式への関心が高まっている。
核融合反応の過程で高速中性子をはじめ様々な高エネルギー粒子の放射が発生するため、その影響を最小限に留める必要がある。そういった安全に反応を継続する技術、プラズマの安定的なコントロールの技術、超伝導電磁石の技術、遠隔操作保守技術、リチウムや重水素、三重水素を扱う技術、プラズマ加熱技術、これらを支える材料や部品、支えるコンピュータ・シミュレーション技術などが必要とされ、それぞれに開発が進められている。
現在、国際共同研究のITER、中国科学院のような国家プロジェクトに加えて、アメリカ合衆国やカナダ、日本など世界で数十の企業が核融合炉やその部品などの開発に取り組んでいる。

## 国際プロジェクト
大型核融合装置として、実験炉であるITERが建設中である。またITERを補完する幅広いアプローチ活動で建設された実験装置であるJT-60SAが2023年10月23日にファーストプラズマを達成した。

## 核融合反応
核融合反応は、2つ以上の原子核が十分な時間近づいたときに起こり、原子核を引き寄せる核力が、原子核を引き離す静電気力を上回ったとき、より重い原子核に融合する。鉄56より重い原子核の場合、反応は吸熱反応であり、エネルギーの投入を必要とする。 鉄より重い原子核は陽子の数が多く、反発力が大きい。 鉄56より軽い原子核の場合、反応は発熱反応であり、融合するときにエネルギーを放出する。水素は、原子核に陽子1個だけを持つため、核融合を達成するのに必要なエネルギーは最も少なく、正味のエネルギー出力は最も大きい。また、水素は電子を1つしか持っていないため、完全にイオン化するのが最も簡単な燃料である。
原子核間の反発しようとする静電相互作用は、陽子や中性子の直径であるおよそ1フェムトメートルの範囲でしか働かない強い核力よりも、長い距離で働く。核融合を起こすためには、強い核力が静電気力による反発に打ち勝つのに十分な運動エネルギーを供給して、燃料原子が互いに接近する必要がある。「クーロン障壁」とは、燃料原子を十分に近づけるために必要な運動エネルギーの量のことである。このエネルギーを生み出すために、原子を非常に高温に加熱したり、粒子加速器で加速したりする必要がある。或いはミューオン触媒核融合の様に、原子核の静電気力を極近距離まで閉じ込める手法もある。
原子はイオン化エネルギーを超えて加熱されると電子を失う。その結果、原子核がむき出しになり、これをイオンと呼ぶ。この電離の結果がプラズマであり、プラズマは加熱されたイオンとそれに結合していた自由電子の雲である。プラズマは電気伝導性があり、電荷が分離しているため磁気的に制御できる。この性質は、高温の粒子を閉じ込めるために、いくつかの核融合装置で使われている。
プラズマの温度を高くするために外部から加えたエネルギーと核融合反応により発生したエネルギーが等しくなる条件を「臨界プラズマ条件」と呼び、D-T反応（重水素と三重水素の反応）では「発電炉内でプラズマ温度1億℃以上、密度100兆個/cm3とし、さらに1秒間以上閉じ込めることが条件」と、いうことになる。2007年10月時点、この条件自体はJT-60及びJET（欧州トーラス共同研究施設）で到達したとされているが、発電炉として使用出来るまでの持続時間等には壁は高く、炉として実用可能な自己点火条件と言われる条件を目指し挑戦がつづいている。

## 利点
- 核分裂による原子力発電と同様、温暖化ガスである二酸化炭素の排出がない[6]。
- 核分裂反応のような連鎖反応がなく、暴走が原理的に生じない。
- 海水中に1/7000の割合で存在する[15]重水素を利用できる。
- 原子力発電で問題となる高レベル放射性廃棄物が生じない。（定期的に交換されるダイバータやブランケットといったプラズマ対向機器は高ベータ・ガンマ廃棄物と呼ばれ、高い放射能を持つことになる[16]。ただし開発が進められている低放射化材料を炉壁に利用することにより、放射性廃棄物の浅地処分やリサイクリングが可能となる。）
- 従来型原子炉での運転休止中の残留熱除去系のエネルギー損失や、その機能喪失時の炉心溶融リスクがない。

などが挙げられる。

## 欠点
- 超高温で超高真空という物理的な条件により、実験段階から実用段階に至る全てが巨大施設を必要とするため、莫大な予算がかかる。
- 炉壁などの放射化への問題解決が求められる(後述)。

## コスト
発電所の寿命を30年、割引率2%で試算すると、5.4円〜7.6円/kWhと見積もられている。

## 安全性・危険性
事故の可能性
事故の可能性と環境への影響は、核融合の社会的受容性、いわゆるソーシャルライセンスにとって極めて重要である。 核融合炉は壊滅的なメルトダウンを起こすことはない。 正味のエネルギーを生成するためには、温度、圧力、磁場のパラメーターを正確に制御する必要があり、必要な制御の損傷や喪失があれば、反応は速やかに停止する。 核融合炉は数秒から数マイクロ秒の燃料で運転される。積極的に燃料を補給しなければ、反応はすぐに停止する。プラズマの体積は1,000m3以上と予想されるが、プラズマに含まれる燃料は通常数グラム程度である。 一方、核分裂炉には通常、数カ月から数年分の燃料が装荷されており、反応を続けるために燃料を追加する必要はない。この大量の燃料供給こそが、メルトダウンの可能性をもたらす。
放射性廃棄物
核融合反応で発生する中性子は、核融合炉壁及び建造物を放射化する。放射化された核融合炉周辺の機械装置や建物が安全に本来の機能を発揮できるような設計が求められる。たとえばITERにおいては、廃炉直後の放射性廃棄物量は3万9千トン、100年後には大半がクリアランスレベル以下となるが、最終的に1万2千トンが放射性廃棄物として残る。炉内機器には、トリチウムを含むものもあり、十分な除去が必要である。トリチウム以外の放射性核種は構造物内に安定に存在するので、廃棄物管理中の拡散はないと考えられる。
核融合炉が実現した場合も、高レベル廃棄物は生じないが、プラズマ対向機器であるブランケット、遮へい材は高ベータ・ガンマ廃棄物に分類され、中深度処分が必要となる。その他の大部分は低レベル廃棄物として、浅地（ピットまたはトレンチ）中処分される。クリアランス廃棄物がリサイクルできると考えた場合、100年待ったときの放射性廃棄物は、低レベル廃棄物が1000トン、高ベータ・ガンマ廃棄物が4500トン程度となる。これは、核分裂炉と比べて決して少ない量ではなく、むしろ多い。それでも、高レベル廃棄物の処分がないため、処理費用において、核分裂炉に比べて優位である。
三重水素の影響
三重水素（トリチウム）は放射性物質であり正しく管理される必要がある。特に環境への漏洩阻止は重要である。トリチウムは容易に通常の水素と置き換わるので、漏洩した場合にはトリチウムを含む水（トリチウム水）や有機物が自然界で生じ、これらは生物の体内に容易に取り込まれる。トリチウム水が生物に取り込まれた場合、通常の水と化学的な相違点は僅かであるため特定の臓器などに蓄積されたり体内で濃縮されたりすることはほとんどなく、通常の水と同じように排出される。生物がトリチウム水を取り込んだ場合に半分が排出されるまでの時間（生物学的半減期）は、7日から18日程度とされる。また、トリチウム水を取り込むと、約5~6%が有機結合型トリチウムに移行する。有機結合型トリチウムの生物学的半減期は40日程度（短半減期成分）もしくは1年程度（長半減期成分）である。これまでの動物実験や疫学研究から、トリチウムが他の放射線や核種と比べて特別に影響が大きいという事実は認められていない。従って、生体影響は、他の核種と同様に、被ばく線量および線量率に依存して決まる。
三重水素の核兵器への転用
三重水素は初期の核融合兵器実験にも用いられたが、後に、核融合燃料に液体三重水素ではなく入手性/取り扱いともにより容易な固体の重水素化リチウムを原料として使用するテラー・ウラム型水素爆弾が使用されるようになっている。また、現在の技術では核融合爆弾の起爆には原子爆弾を用いる外に手段が無いため、既存の核保有国以外が製造することは容易ではない。ただし、重水素とトリチウムのD-T反応を利用して原子爆弾の威力を増すブースト型核分裂兵器やそれを用いた核融合兵器のプライマリー部、D-T反応で放出される中性子をもちいる中性子爆弾の原料として利用される。また、通常の放射性物質同様、三重水素を原料にした汚い爆弾は容易に作ることができるがエネルギーが低いため皮膚すら貫通できず、他の材料を使った汚い爆弾に比べると実害は少ないとされる。
運転中の放射線
核融合炉の運転中はプラズマから強烈な中性子線が放射されるため、様々な防護措置をとってもある程度漏れることが予想されている。現状、ITERで予定される運転中の放射線は、敷地境界で1年間に約0.1ミリシーベルト以下と自然放射線の10分の1に当たる量である。
マグネットのクエンチ
マグネット・クエンチとは、超伝導コイルの一部が超伝導状態から外れる（常伝導状態になる）際に発生する、マグネット動作の異常終了のことである。これはマグネット内部の磁場が大きすぎたり、磁場の変化率が大きすぎたり（渦電流が発生し、その結果銅の母材が加熱される）、あるいはその2つの組み合わせによって起こる。まれに磁石の欠陥がクエンチの原因となることがある。クエンチが起こると、その場所に急激なジュール熱が発生し、温度が上昇する。これにより、周囲も常伝導状態に転移し、連鎖反応的にさらに加熱が進む。超伝導コイルの大きさにもよるが、磁石全体が数秒かけて急速に常伝導化する。電流の急激な減少は、キロボルトの誘導電圧スパイクとアーク放電を引き起こす可能性がある。磁石が永久的に損傷することはまれだが、局部的な加熱、高電圧、大きな機械的な力によって部品が損傷することがある。

## 核反応
核融合炉において、使用が検討されている反応は主に以下の4つである。なお、以下 Dは重水素、Tは三重水素（トリチウム）、pは水素原子核、nは中性子、Heはヘリウムである。

### D-D反応
{\displaystyle {\rm {D+D\to T+{\it {p}}}}}
{\displaystyle {\rm {D+D\to {}^{3}He+{\it {n}}}}}
自然界でも原始星で起きている反応の一つである。地球上の水素全体の中での存在割合は、軽水素が99.985 %、重水素は比率としては0.015 %と僅かではあるが自然界に普通に存在し、主な水素の存在形態である水自体が自然界に無尽蔵に近いほど存在するため、重水素もほぼ無尽蔵に得られる。核融合炉として使用する場合、資源の入手性が非常に良いが、D-T反応の10倍厳しい反応条件を達成する必要がある。D-D反応で生ずるトリチウム、ヘリウム3 をその場で燃焼させる触媒式D-D反応が検討されている。D-D反応を用いた核融合炉が実用化されれば、「プラズマ→電気」という直接的なエネルギー変換が可能なMHD発電も期待できる。なお、JT-60を含む多くの核融合開発を目的とした実験装置において、重水素を使う実験が行われている結果、この反応が起きている。もちろん、投入エネルギーを回収出来る程ではない。

### D-T反応
{\displaystyle {\rm {D+T\to {}^{4}He+{\it {n}}\ (14MeV)}}}

D-T反応

反応条件が緩やかで、最も早く実用化が見込まれている反応である。この反応によって放出されるエネルギーは同じ質量のウランによる核分裂反応のおよそ4.5倍、石油を燃やして得られるエネルギーの800万倍に達する。核融合炉として使用する場合トリチウムの入手性に課題がある。トリチウムは、自然界においては大気の上層でわずかに生成されるのみであり、半減期の短い放射性物質であるため事実上採取は不可能である。また、高速中性子が生成するため、炉の材質も検討が必要となる。現在検討されているトリチウム入手法は、核融合炉の周囲をリチウムブランケットで囲み炉から放出される高速中性子を減速させつつ核反応を起こし、
{\displaystyle {\rm {{}^{6}Li+{\it {n}}\to T+^{4}He+4.8MeV}}}
{\displaystyle {\rm {{}^{7}Li+{\it {n}}\to T+{}^{4}He+{\it {n}}-2.5MeV}}}
トリチウムを得ることである。このときブランケットは高速中性子を減速して遮蔽し、燃料を生産し、反応熱を取り出すと言う3つの役割をすることになる。欧州トーラス共同研究施設（JET）およびTFTRにおいてはこの反応を主反応とするような実験が行われた。出力100万kWの核融合炉では、消費する燃料（重水素と三重水素）は1日で約500gあれば充分である。

### D-3He反応
{\displaystyle {\rm {D+{}^{3}He\to {}^{4}He+{\it {p}}}}}
イオン温度が10億度の条件において、反応断面積がD-D反応の5 - 6倍程度の条件とD-T反応程ではないが比較的起こりやすく、発生するエネルギーも荷電粒子である陽子が担い放射性物質も出ないので炉が扱いやすいこと（ただし副反応のD-D反応で中性子が発生する）と、直接電力にエネルギーを変換することが可能なことで注目されている反応である。しかしながら、地球上にはヘリウム3がほとんど存在しないことが大きな問題である。アポロ計画の探査の結果太陽風により月には大量のヘリウム3が存在することが明らかになったが、実用化は非常に遠いと見られる。中華人民共和国の月探査計画はヘリウム3採取を最終目的にしている。

### p-11B反応
材料の問題は、中性子を発生しない核融合によって大幅に低減する。理論的には、最も反応性の高い、中性子を発生しない燃料は3Heである。しかし、相当量の 3Heを得るには、月や天王星や土星の大気中で大規模な地球外採掘を行う必要がある。したがって、これに次ぐ最も有望な燃料の候補は、容易に入手できる陽子とホウ素の融合である。これらの核融合は中性子を放出しないが、エネルギーを直接電力に変換できる高エネルギーの荷電アルファ（ヘリウム）粒子を生成する。
{\displaystyle {\rm {{\it {p}}+{}^{11}B\to 3^{4}He+8.68MeV}}}
上記の反応では中性子は発生しないが、副反応（ホウ素とアルファ粒子の反応など）で、中性子が発生する。その発生率は、陽子とホウ素の１反応あたり、0.005を超えることはない。つまり、材料の放射化は大幅に抑えられる。この反応に最適な温度は123 keVであり、D-T反応に比べて10倍高い 。さらにエネルギー閉じ込めは、D-T反応と比較して500倍良くなければならない。また出力密度は、D-T反応の2500倍低く、現在主流の閉じ込めコンセプトでは核融合炉として成立させるのは難しい。

### 核融合反応の候補
下記の核融合反応が核融合炉で利用可能と考えられている。
{\displaystyle {\rm {D+T\to {}^{4}He\ (3.52)+{\it {n}}\ (14.06)}}}
{\displaystyle {\rm {D+{}^{3}He\to {}^{4}He\ (3.67)+{\it {p}}\ (14.67)}}}
{\displaystyle {\rm {D+D\to {}^{3}He\ (0.82)+{\it {n}}\ (2.45)}}}
{\displaystyle {\rm {D+D\to T\ (1.01)+{\it {p}}\ (3.03)}}}
{\displaystyle {\rm {{\it {p}}+{}^{6}Li\to {}^{4}He\ (1.7)+{}^{3}He\ (2.3)}}}
{\displaystyle {\rm {{\it {p}}+{}^{6}Li\to {}^{4}He+D+{\it {p}}-1.5MeV}}}
{\displaystyle {\rm {{\it {n}}+{}^{6}Li\to {}^{4}He+D+{\it {n}}-1.5MeV}}}
{\displaystyle {\rm {D+{}^{6}Li\to {}^{7}Li\ (0.6)+D+{\it {p}}\ (4.4)}}}
{\displaystyle {\rm {D+{}^{6}Li\to {}^{4}He+T+{\it {p}}+2.3MeV}}}
{\displaystyle {\rm {D+{}^{6}Li\to 2^{2}He\ (1.12)}}}
{\displaystyle {\rm {D+{}^{6}Li\to {}^{7}Be\ (0.43)+{\it {n}}\ (2.97)}}}
{\displaystyle {\rm {D+{}^{6}Li\to {}^{4}He+{}^{3}He+{\it {n}}+1.8MeV}}}
{\displaystyle {\rm {D+{}^{6}Li\to {}^{4}He+2D+{\it {n}}-1.5MeV}}}
{\displaystyle {\rm {{}^{3}He+{}^{6}Li\to 2^{4}He+{\it {p}}+16.9MeV}}}
{\displaystyle {\rm {{\it {p}}+T\to {}^{3}He+{\it {n}}-0.8MeV}}}
{\displaystyle {\rm {{\it {p}}+{}^{11}B\to 3^{4}He+8.68MeV}}}
（カッコ内は反応生成物のエネルギー MeV）

## エネルギー回収方法
核融合が生み出すエネルギーを回収するために、複数のアプローチが提案されている。最も単純なものは、流体を加熱することである。最初に目標とされるD-T反応は、そのエネルギーの大半を高速の中性子として放出する。電気的に中性である中性子は、磁気閉じ込めの影響を受けない。中性子は炉心プラズマを取り囲むリチウムを含むの厚い「ブランケット」に捕獲される。高エネルギーの中性子が当たると、ブランケットが発熱し、そこに冷却材を通すことで、熱を外に取り出すことができる。最終的に水を加熱し、タービンを回して発電する。
他の燃料を使用する設計、特に陽子-ホウ素核融合反応では、荷電粒子の形でより多くのエネルギーを放出する。このような場合、電荷の動きに応じた電力変換システムが可能である。直接エネルギー変換は、核融合反応生成物を直接用いて電圧を維持する方法として、1980年代にローレンス・リバモア国立研究所（LLNL）で開発された。これは、48パーセントのエネルギー回収効率を実証している。
日本の逆転磁場配位（FRC）方式に基づく D-3He 概念設計炉 アルテミス（ARTEMIS） の開発においては、直線加速器の逆過程を用いて荷電粒子を減速し、発電に利用する進行波型直接エネルギー変換器（TWDEC）が提案され、現在も研究が進められている。
スタートアップのヘリオンエナジーおよびTAEテクノロジーの提案する発電炉は、荷電粒子による直接発電を前提に開発を行っているが詳細は不明である。

## 現状と問題点
高温のプラズマが飛び去っていかないで安定的に維持されるためには、何らかの封じ込めが必要である。太陽は重力による封じ込めをおこなっており、地球上では磁場による封じ込め（トカマク型・ヘリカル型）レーザーによる封じ込めがある。
現在最も研究が進んでいるのは、磁気閉じ込め方式の一種であるトカマク型であり、現在計画中のITER（国際熱核融合実験炉）もこの方式を用いている。核融合の際に発生する中性子が炉壁などを傷つけるためにその構成材質の耐久力が問題となるとの指摘がある。とりわけITERでは前述の「D-D反応」よりも反応断面積が約100倍大きい「D-T反応」を用いる計画であるが、D-T反応では高速中性子が発生する。
この高速中性子により炉の構成材内部では使用温度等にも依存するが、「照射脆化」が進行する場合がある。つまり原子が弾き飛ばされ材料内部に「原子空孔」（vacancy）や「格子間原子」が生じ（「フレンケル対」）、弾き出しが連鎖衝突した結果発生するつながった「格子欠陥」（「カスケード損傷」）により、これらの点欠陥集合体や析出物の形成等が生じることによって材料の降伏強度が低まるに伴い脆くなる。また構成材の原子が核変換を起こし発生したヘリウムガスが原子空孔と結びつくことによって材料の内部に空洞を形成し膨張する問題（スウェリング）も発生する場合がある。こういった劣化が一定以上進めば、もはや十分な耐久性を維持出来ないために交換を必要とする。また、脆化以外にも材料が放射化することから、低レベル放射性廃棄物が生成する問題も挙げられているが、低放射化フェライト鋼を用いることでITERのテストブランケットの構造材料は目処がたっている。また、構成材内部とは別に炉壁表面でも問題が生じる。プラズマイオンが炉壁に衝突すると「物理スパッタリング」と呼ばれる炉壁材料原子のはじき出しが起こる。炉壁面に炭素素材を使用すると、水素同位体の入射でメタンやエチレンなどの炭化水素が発生して、炉壁が損耗する化学スパッタリングという現象も起こる。
その他、各種の閉じ込め方式があり、それぞれ各国で研究が進められている。日本では、核融合研究の中心は日本原子力研究所の「JT-60」（トカマク型）、核融合科学研究所などで進めているLHD(ヘリカル型)と、大阪大学で研究が進んでいるレーザー核融合である。
圧力の低いプラズマを保持することは比較的容易であるが、エネルギーとして利用可能な程度の圧力のプラズマを保持するのは難しく、前述のJT-60で、高圧力プラズマの保持時間は30秒程度である（この30秒という時間は加熱装置である中性粒子ビーム入射装置の稼働時間の上限で決まっている。現在ITERのために1000秒以上稼働できる装置を開発中である。）。また、保持のために投入するエネルギーに比較して反応により得られるエネルギーはまだ小さく（エネルギー増倍率（Q値） - 1.25）、世界の各種装置で核融合利得1を若干超える程度である。これらの課題については、ITERで研究が進められる予定である（ITERの目標値はQ値 - 10）。

## 実用化に向けて
核融合炉の研究は1940年代から始まった。
1998年8月7日、日本原子力研究所(日本原子力研究開発機構を経て現量子科学技術研究開発機構)のJT-60は、重水素プラズマ試験において、重水素×三重水素換算で、エネルギー増倍率Q=1.25の出力を確認した。
小型核融合炉について、米国のロッキード・マーチン社は2014年10月16日、10年以内にトラックに積み込める大きさの100メガワット級商用小型核融合炉を開発すると発表した。2013年2月7日に発表された高ベータ核融合炉の続報である。
2015年、九州大学と核融合科学研究所は、それまで理論的には予想されていながら実験で確認されていなかったプラズマの流れが磁場の乱れによって脆弱化する現象の観測に成功した。
2016年3月18日、文部科学省は現在の実証炉ITER（イーター）以降の次世代炉を三菱重工・東芝(東芝エネルギーシステムズ)と共同で研究し2035年頃の建設を目指す予定と日本経済新聞が報じた
2017年8月9日、岐阜県土岐市にある核融合科学研究所は大型ヘリカル装置（LHD / 超伝導核融合プラズマ実験装置）を使った実験で、世界で初めてプラズマ中のイオン温度を核融合発電に必要とされる1億2000万℃まで達成させることに成功したと発表した。再現実験も行い、恒常的にプラズマ温度を1億2000万℃まで引き上げられることも確認したという。今後は高密度化などによりさらに高性能なプラズマの生成を目指し、今世紀半ばには核融合発電を実現したいとしている。
2018年3月9日、米国マサチューセッツ工科大学（MIT）が企業と協力して、発電可能な核融合炉を15年以内に建設する計画を発表した。
2021年12月30日、中国科学院合肥物質科学研究院プラズマ物理研究所が、プラズマ維持時間1056秒の世界最長記録を達成したと主張。
2022年2月9日、欧州トーラス共同研究施設（JET、トカマク）が、5秒間、59メガジュール（MJ）のエネルギーをD-T反応で発生した。これまでの記録は1997年の4秒間、21.7MJであった。今回のエネルギー増倍率（Q値）は0.33に相当する。
2022年12月5日、米国ローレンスリバモア国立研究所の国立点火施設で、192本の紫外線レーザーで2.05 メガジュール (MJ) のエネルギーを供給することで核融合のしきい値を超え、3.15 MJ の核融合エネルギー出力が得られたと発表された。

## スタートアップの動き
- 2022年3月10日トカマク・エナジー（英国）がプラズマ温度1億℃を達成。球状トカマク型。2030年代初頭の核融合パイロットプラントの運転開始を目指している。[60] 出資金額は約76億円。
- コモンウェルス・フュージョン・システムズ（米国）。2030年代初期までに商用化を目指す。[61] 小型のトカマク型の実証装置を2025年に向け建設中。[62]
- ジェネラル・フュージョン（加）。磁化標的核融合炉。実証プラントを2025年稼働予定。[63]
- ヘリオンエナジー（米）。2021年7月商用核融合炉を着工。[64]
- TAEテクノロジー（米）。逆転磁場配位型炉。2030年迄にプロトタイプ炉の稼働を目指している。[65]
- ヘリカル・フュージョン（日）。ヘリカル型[66]。核融合科学研究所の研究者らによるスタートアップ[67]。

## 核融合炉の種類
- 磁場閉じ込め方式
  - トカマク型
  - 球状トカマク
  - ヘリカル型
  - 磁気ミラー型
  - 逆磁場ピンチ型
  - 逆転磁場配位型
  - スフェロマック型
  - 高ベータ核融合炉
- 慣性閉じ込め方式
  - 磁気絶縁方式慣性核融合（Magnetically Isolated Inertial Confinement Fusion＝MICF）：慣性閉じ込め方式と磁場閉じ込め方式との混合型。迷走ホットエレクトロン（プラズマを構成する電子のうち、プラズマ中の他の粒子に衝突してエネルギーを失うよりも早くエネルギーをもって流出する電子）は磁場を作り出すが、この磁場は熱伝導に対する絶縁効果を備えている。そこでMICFは非常に高効率のレーザーを用いて2つのアイデア、つまり熱絶縁と慣性閉じ込めを同時に実現しようというもの。 AT&Tベル研究所研究員だった長谷川晃（2010年時点では大阪大学名誉教授）が理論を提唱した。
  - レーザー核融合
  - 重イオン慣性核融合
  - バブル核融合
  - フューザー
  - 慣性静電閉じ込め核融合
  - Zピンチ核融合：米国サンディア国立研究所が保有するZマシンは、この方法で2003年3月に重水素燃料のみを用いた実験において核融合を達成した[68]。
- その他
  - 焦電核融合
  - ミューオン触媒核融合
  - 磁化標的核融合
  - 磁気絶縁方式慣性核融合（Magnetically Isolated Inertial Confinement Fusion＝MICF)

## 参考資料
- 『最新核エネルギー論 エネルギー技術としての「核分裂」と「核融合」』学習研究社、1990年4月1日発行
- 『プラズマエネルギーのすべて』日本実業出版社、2007年3月1日発行